# Intégration motivique
L'intégration motivique est une notion de géométrie algébrique introduite par Maxim Kontsevich en 1995 et développée par Jan Denef et François Loeser. Depuis son introduction, cette notion s'est avérée très utile dans diverses branches de géométrie algébrique, notamment la géométrie birationnelle et la théorie des singularités. Vue sommairement, l'intégration motivique attribue aux sous-ensembles de l'espace des arcs d'une variété algébrique un volume situé dans l'anneau de Grothendieck des variétés algébriques. La dénomination «motivique» reflète le fait que, contrairement à l'intégration ordinaire, pour laquelle les valeurs sont des nombres réels, dans l'intégration motivique, les valeurs sont de nature géométrique. 

## Description
L'intégration motivique se développe « à un rythme effréné », depuis que Maxime Kontsevich a donné la première conférence sur ce sujet, à Orsay, en décembre 1995. Une mesure motivique se distingue de deux façons des mesures usuelles ;  la première est qu'elle n'a pas de valeurs réelles.  Elle prend plutôt des valeurs dans un groupe de dissections. La deuxième particularité est que, plutôt que d'opérer dans une algèbre booléenne d'ensembles mesurables, on travaille directement avec les formules booléennes sous-jacentes qui définissent ces ensembles.
Le groupe de dissection de polygones est défini comme le groupe abélien libre soumis à deux familles de relations, les relations de dissection et de congruence. On peut montrer que ce groupe est isomorphe au groupe additif des nombres réels. Dans cet isomorphisme, le nombre réel attaché à une classe de polygones est son aire. 
Habituellement, on considère la mesure d'un ensemble X={x|φ(x)} (disons un sous-ensemble d'un espace localement compact) défini par une formule φ, mais pas la mesure de la formule φ définissant l'ensemble.  Dans le cas de la mesure motivique, on définit la mesure directement sur la formule. Concrètement, l'équation
{\displaystyle x^{2}+y^{2}=1}
définit le cercle
{\displaystyle \{(x,y)\mid x^{2}+y^{2}=1\}}.
Avec la mesure motivique, on considère la mesure de l'équation du cercle plutôt que la mesure du cercle lui-même. L'attention se déplace des ensembles vers les formules. Mesurer les formules plutôt que les sous-ensembles définit une mesure universelle en ce sens que la valeur qu'elle attache à la formule ne dépend pas dans un domaine particulier, car chaque formule définit une collection infinie d'ensembles selon le domaine dans lequel elle est réalisée. 